# Arbacia lixula
Arbacia lixula is een zee-egel uit de familie Arbaciidae.
De wetenschappelijke naam van de soort werd in 1758 gepubliceerd door Carl Linnaeus, als Echinus lixula, in de tiende editie van Systema naturae.

## Beschrijving
Het is een middelgrote zee-egel, gekenmerkt door zijn diepzwarte kleur en zijn halfronde vorm. Alle stekels zijn ongeveer even groot (geen "secundaire stekels") en worden rechtop gedragen (nooit slordig als ze in het water zijn). De anus aan de bovenkant is omgeven door vier platen die een anale klep vormen. Het mondgezicht is vrijwel naakt, de mond is omgeven door een zachte, donkergroene huid.

## Verspreiding
De soort komt aan de kust van de Middellandse Zee, de Macaronesische eilanden (Azoren, Madeira, de Canarische Eilanden), en minder algemeen aan de Atlantische kust van West-Afrika en de Braziliaanse kust. De zee-egel treft men doorgaans aan in ondiep water bij rotsachtige kusten, op een diepte van 0 tot 30 meter.